# The American Historical Review
The American Historical Review (AHR, título traducido al español: Reseña Histórica Estadounidense) es la publicación oficial de la American Historical Association (AHA), una asociación de académicos, profesores, estudiantes, historiadores, curadores y otros, fundada en 1895 «para la promoción de los estudios históricos, la colección y preservación de documentos y artefactos históricos y la diseminación de la investigación histórica.» La AHR está dirigida a lectores interesados en todos los períodos y facetas de la historia y no solo a aquellos con un interés profesional en la historia de Estados Unidos (a pesar de lo que puede hacer creer su nombre).
La AHR edita cinco números anuales (en febrero, abril, junio, octubre y diciembre), como una publicación académica en forma de libros con artículos científicos de investigación y reseñas de libros, entre otros artículos. Cada número cuenta con aproximadamente 400 páginas. Cada año, la AHR publica un estimado de 25 artículos y ensayos bibliográficos, así como mil reseñas de libros. Fundada en 1895, se describe a sí misma como la «revista de registro para la profesión histórica en los Estados Unidos». Cuenta con unos 18 000 suscriptores, en su mayoría bibliotecas universitarias y profesores de historia en Estados Unidos y el resto del mundo.
Las oficinas editoriales de la AHR se encuentran en la Universidad de Indiana en Bloomington, donde un pequeño equipo produce la publicación bajo la dirección de un consejo editorial de 12 miembros. Desde el número de octubre de 2007 (volumen 112, número 4), la AHR viene siendo publicada por la University of Chicago Press.